# Gand-Wevelgem 2024
La Gand-Wevelgem 2024, ottantaseiesima edizione della corsa e valida come dodicesima prova dell'UCI World Tour 2024 categoria 1.UWT, si svolse il 24 marzo 2024 su un percorso di 253,1 km, con partenza da Ypres e arrivo a Wevelgem, in Belgio. La vittoria fu appannaggio del danese Mads Pedersen, il quale completò il percorso in 5h36'00", alla media di 45,196 km/h, precedendo l'olandese Mathieu van der Poel e il belga Jordi Meeus.

## Squadre e corridori partecipanti
Al via 25 formazioni.
| N.      | Cod. | Squadra                         |
| ------- | ---- | ------------------------------- |
| 1-7     | TVL  | Team Visma-Lease a Bike         |
| 11-17   | ADC  | Alpecin-Deceuninck              |
| 21-27   | IWA  | Intermarché-Wanty               |
| 31-37   | SOQ  | Soudal Quick-Step               |
| 41-47   | ARK  | Arkéa-B&B Hotels                |
| 51-57   | AST  | Astana Qazaqstan Team           |
| 61-67   | TBV  | Bahrain Victorious              |
| 71-77   | BOH  | Bora-Hansgrohe                  |
| 81-87   | COF  | Cofidis                         |
| 91-97   | DAT  | Decathlon AG2R La Mondiale Team |
| 101-107 | EFE  | EF Education-EasyPost           |
| 111-117 | GFC  | Groupama-FDJ                    |
| 121-127 | IGD  | Ineos Grenadiers                |

| N.      | Cod. | Squadra                   |
| ------- | ---- | ------------------------- |
| 131-137 | LTK  | Lidl-Trek                 |
| 141-147 | MOV  | Movistar Team             |
| 151-157 | DFP  | Team DSM-Firmenich PostNL |
| 161-167 | JAY  | Team Jayco AlUla          |
| 171-177 | UAD  | UAE Team Emirates         |
| 181-187 | IPT  | Israel-Premier Tech       |
| 191-198 | LTD  | Lotto Dstny               |
| 201-207 | UXM  | Uno-X Mobility            |
| 211-217 | Q36  | Q36.5 Pro Cycling Team    |
| 221-227 | TFB  | Team Flanders-Baloise     |
| 231-237 | TEN  | TotalEnergies             |
| 241-247 | TUD  | Tudor Pro Cycling Team    |

## Ordine d'arrivo (Top 10)
| Pos. | Corridore            | Squadra     | Tempo    |
| ---- | -------------------- | ----------- | -------- |
| 1    | Mads Pedersen        | Trek        | 5h36'00" |
| 2    | Mathieu van der Poel | Alpecin     | s.t.     |
| 3    | Jordi Meeus          | Bora        | a 16"    |
| 4    | Jasper Philipsen     | Alpecin     | s.t.     |
| 5    | Jonathan Milan       | Trek        | s.t.     |
| 6    | Olav Kooij           | Visma       | s.t.     |
| 7    | Biniam Girmay        | Intermarché | s.t.     |
| 8    | Tim Merlier          | Soudal      | s.t.     |
| 9    | Dylan Groenewegen    | Jayco       | s.t.     |
| 10   | Matteo Trentin       | Tudor       | s.t.     |